# Migé
Migé – miejscowość i gmina we Francji, w regionie Burgundia-Franche-Comté, w departamencie Yonne.
Według danych na rok 1990 gminę zamieszkiwało 301 osób, a gęstość zaludnienia wynosiła 21 osób/km² (wśród 2044 gmin Burgundii Migé plasuje się na 613. miejscu pod względem liczby ludności, natomiast pod względem powierzchni na miejscu 677.).